# ヤーン・グレグシュ
ヤーン・グレグシュ（Ján Greguš 、1991年1月29日  - ）は、スロバキア・ニトラ県ニトラ出身のプロサッカー選手。スロバキア代表。サンノゼ・アースクエイクス所属。ポジションは、ミッドフィールダー。

## クラブ経歴
地元クラブのFCニトラでプレーを始め、2009年5月20日のFCスパルタク・トルナヴァ戦でトップチームデビュー。
4試合に出場した後、7月にFCバニーク・オストラヴァに移籍。2012年4月8日のFCフラデツ・クラーロヴェー戦でプロ初ゴール。
2013年1月、ボルトン・ワンダラーズFCにレンタル移籍。シーズン終了後、オストラヴァに復帰。
2014–15シーズン途中、FKバウミト・ヤブロネツに移籍。1年半で36試合に出場し6ゴールを挙げた。
2016年6月19日、FCコペンハーゲンに移籍。契約は4年。
2018年12月、ミネソタ・ユナイテッドFCへの移籍が発表された。

## 代表歴
2015年3月31日のチェコ代表戦でA代表初キャップ。49分にオンドレイ・ドゥダの決勝ゴールをアシストした。